# Isla Cayetano
La isla Cayetano es una pequeña isla marítima rocosa de la Argentina que se halla a 1 kilómetro de la costa en el Departamento Florentino Ameghino de la Provincia del Chubut. 
Se ubica en la boca norte del Golfo San Jorge en el mar Argentino, al este de bahía Melo y bahía Arredondo. La isla está deshabitada y tiene unas dimensiones aproximadas de 1,1 kilómetros de largo en sentido este-oeste, y de 400 metros de ancho en sentido norte sur. La superficie total es de 0,44 km².
En 2008 se creó el Parque Interjurisdiccional Marino Costero Patagonia Austral, el cual incluye a la isla Cayetano.